# Trichospermum quadrivalve
Trichospermum quadrivalve är en malvaväxtart som beskrevs av Elmer Drew Merrill. Trichospermum quadrivalve ingår i släktet Trichospermum och familjen malvaväxter. Inga underarter finns listade i Catalogue of Life.